# Спано поле (заслон)
Заслон „Спано поле“ се намира в северния дял на Пирин планина. Разположен е на височина 2055 метра под югозападните склонове на връх Башлийски чукар, в южните части на циркуса Малко Спано поле.
Представлява група от 10 двуместни бунгала, туристическа столова с кухня и външна лятна столова. Покривите на бунгалата са метални, с големи бели точки на червен фон, поради което заслонът е наричан „Гъбките“. През лятото до заслона има палатки с допълнителен капацитет 10 – 12 места. Тоалетните са външни, има питейна вода, електроснабдяването е от собствена ВЕЦ.

## Туристически маршрути и забележителности
Изходни пунктове
- гр. Сандански. От Сандански до местността Попина лъка води 18-километров асфалтиран път. Там е разположена хижа „Яне Сандански“ – изходна точка за пътеката към заслон Спано поле.

Изходни точки
- хижа „Яне Сандански“ – заслон „Спано поле“ (3:30 часа). От хижата започва маркирана в жълто пътека за хижа Вихрен. В циркус Голямо Спано поле пътеката се пресича с маркираната в кафяво пътека от местността Пещерата и хижа „Синаница“ до хижа „Беговица“ и хижа „Пирин“. Отклоняваме се надясно по кафявата пътека към хижа „Беговица“ и след около 20 минути се достига заслонът.
- хижа „Вихрен“ – заслон „Спано поле“ (3:00 часа). Върви се по маркирана в жълто пътека за хижа „Яне Сандански“. При кръстопътя с маркираната в кафяво пътека от хижа „Синаница“ се поема наляво към хижа „Беговица“ и след 20 минути се достига заслонът.
- хижа „Синаница“ – заслон „Спано поле“ (3:00 часа). Върви се по маркираната в кафяво пътека за хижа „Беговица“ и хижа „Пирин“.
- Заслон „Тевно езеро“ – заслон „Спано поле“ (3:00 часа). Върви се по маркираната в червено билна пътека за хижа „Вихрен“. На Превала се отклоняваме от главното било наляво по маркираната в зелено пътека през циркус Чаира за местността Башлийца. След пресичането на река Башлийца се придвижваме до маркираната в кафяво пътека за хижа „Синаница“ и местността Пещерата и продължаваме вдясно към хижа „Синаница“ до заслон „Спано поле“.

Кратки излети
- до връх Башлийски чукар – 1:30 часа.
- до връх Бъндеришки чукар – 2:00 часа.
- до връх Спанополски чукар – 1:30 часа.
- до алпийския ръб Дончови караули – 2:00 часа.
- до Малкоспанополско езеро – 1:00 час.
- до Чаирски езера – 2:00 часа.